# Holcostethus
Holcostethus – rodzaj pluskwiaków z rodziny tarczówkowatych.
Pluskwiaki o gęsto i czarno punktowanym, owalnym w obrysie ciele. Trzy końcowe człony czułków przynajmniej częściowo jasne, trzeci co najwyżej nieznacznie krótszy od drugiego. Nadustek wolny, nienakryty policzkami, pozbawiony żeberka. W częściach nasadowych szwów pleuralnych obecne czarne plamki. Śródpiersie z żeberkiem między biodrami. Na pleurytach zatułowia gruczoły zapachowe z długim kanałem wyprowadzającym, o otworach położonych z dala od bioder. Odwłok o drugim widocznym sternicie pozbawionym skierowanego w przód wyrostka. Paramera samca w widoku bocznym z ziarenkowym guzkiem u nasady części rzeźbionej lub z tępym zębem położonym przedwierzchołkowo. Samicę charakteryzuje obecność w części nasadowej krótkiego i szerokiego zbiorniczka spermateki 2–3 skierowanych ku tyłowi wyrostków o palcowatym kształcie, które mogą być różnej wielkości, a niekiedy rozgałęziać się.
Rodzaj palearktyczny. W Polsce występuje tylko H. sphacelatus.
Należą tu m.in.:
- Holcostethus abbreviatus Uhler, 1872
- Holcostethus albipes (Fabricius, 1781)
- Holcostethus breviceps Horváth, 1897
- Holcostethus evae Ribes, 1988
- Holcostethus fulvipes (Ruckes, 1957)
- Holcostethus hirtus (Van Duzee, 1937)
- Holcostethus limbolarius (Stål, 1872)
- Holcostethus macdonaldi Rider et Rolston, 1995
- Holcostethus ovatus (Jakovlev, 1889)
- Holcostethus punctatus (Lindberg, 1935)
- Holcostethus ruckesi McDonald, 1975
- Holcostethus sphacelatus (Fabricius, 1794) – pierścienica ziołomirka
- Holcostethus tristis (Van Duzee, 1904)